# Det Skjulte Rige-trilogien
Det Skjulte Rige-trilogien er en fantasy-trilogi af Clare B. Dunkle. De tre bøger i trilogien er Det skjulte Rige, Seylins Slægt og In the Coils of the Snake

## Bøger

### Det skjulte Rige
Bogen Det skjulte Rige handler om søstrene Kate og Emily, som flytter til det øde og fjerntliggende område Hallow Hill, hvor de hører historierne om det mærkelige og grufulde underjordiske folk, Varylerne, der efter sigende bor på egnen. Men deres interesse forvandles til skræk, da pigerne en nat løber ind i varylerkongen Marak, der ikke alene ved alt om dem, men som oven i købet har en plan med Kate, der vil berøve hende friheden. I kampen mod Marak opdager Kate og Emily adskillige hemmeligheder om egnen og deres egen slægt.

## Personer

### Varyler
Varylerne er et underjordisk folk, som er grufulde og mærkelige, men der er et glimt af godhed i dem. Varyler ligner ikke mennesker, men de har nogle menneskelige træk i sig. De kan kan også have træk fra andre dyr, som fuglekløer eller løvepoter. Det er en blanding for varyler kan godt få børn med dyr og de træk kan gå videre i generationer. En anden ting ved varyler er, at de ikke kan lyve. De kan simpelthen ikke se nogen mening i at lyve. De forstår heller ikke, at vi mennesker giver hinanden kælenavne. Hvorfor kalde en person noget, personen ikke hedder?.
Varyler kan udøve magi. Varyler kan ikke tåle sollys, fordi deres øjne er for svage. Så de kommer kun ud om natten i måneskin eller i mørke. 
Varylerkongen kan ikke få en arving med en anden Varyl, så i gamle dage tog de alfepiger til fange, når de skulle have en kone. Da de fleste alfer nu er uddøde, tager varyler menneskepiger til fange og gifter sig med dem. De tager kun smukke unge ugifte piger. Når pigerne først er blevet taget til fange som deres kone, kan de ikke komme ud i friheden igen. Varylerkongen kan kun få en dreng/søn, så han kan overtage tronen.
Alle kongerne hedder Marak til fornavn, når de bliver konge. Hvis en kongesøn har en løvepote, bliver hans navn Løvepote, men når han overtager tronen bliver hans navn Marak Løvepote. Når  varylerkongens kone bliver gravid (det kan tage op til 10-15 år), foregår det ikke helt normalt. Hvis varylerkongen kan lide sin kones øjne, og konen kan lide kongens øjne, får deres søn et af hvert. Det samme gælder hår, hud, læber osv. Når konerne føder, skal varylerkongen bruge meget magi, fordi det er meget hårdere end i vores verden/sted. Nogen gange dør konen ved fødslen.
Vaylerkongen skriver om sin kone i en bog, som går i arv fra konge til konge. Dronningen/konen har en halskæde/amulet, som er gået i arv fra dronning til dronning. Amuletten er en slange af guld, som kan tale. Hvis der kommer fare for dronning, redder den hende. Hvis der er en som vil dræbe hende, bider slangen denne, og den angribende bliver bevidstløs. Slangen fortæller det derefter til kongen, og kongen skal da bestemme en hævn. Varyler elsker hævn.
Når varylen gifter sig binder et bånd dem, så de kan se fremtiden.
Den største varylerkonge er Marak Løveklo, der førte varylerne til Hallow Hill og var den største troldmand, varylerne nogensinde har haft.